# Jama (Vilaflor)
Jama es una entidad de población perteneciente al municipio de Vilaflor de Chasna, al sur de la isla de Tenerife –Canarias, España—.

## Características
Está a 3,5 kilómetros del casco urbano de Vilaflor, alcanzando una altitud media de 1.050 metros.
En su paisaje destaca la Montaña del Pozo, un cono volcánico a 1.300 metros de altitud compuesto por piroclastos basálticos. En su cráter se encuentran una antigua cantera y algunas huertas de papas y frutales.
Jama es un caserío disperso, contando tan sólo con dos plazas públicas y una ermita dedicada a la Inmaculada Concepción. También presenta una pequeña área recreativa o merendero junto a la Fuente de Jama.

## Historia
Terminada la conquista en 1496 se comienza la colonización con el reparto de tierras y otros bienes entre los conquistadores y pobladores por parte del nuevo gobernador Alonso Fernández de Lugo. La zona donde se ubica el caserío de Jama fue entregada, junto con todo el valle de San Lorenzo, a Cristóbal de Valcárcel y a su suegro Pedro de Lugo en 1516.

Licenciado Cristóval de Valcárcel. Por que viváis y os avecindéis en esta isla vos doy a vos y a vuestro suegro Pedro de
Lugo, para ambos a dos, 600 fanegas de sequero de buena medida en el Reino de Abona desde el llano del ahiladero que comienza dende la fuente de Jamar con la dicha fuente todo el barranco abajo que va a dar a las Galletas hasta la mar... Digo que vos do cada 200 fanegas que son 400 fanegas que no sean en malpaíses, salvo en buenas tierras. 28-VIII-1516.
Las Datas de Tenerife (Libro I a IV de datas originales). Elías Serra Ráfols.

El caserío surge en torno al camino de Jama, que comunicaba el Valle San Lorenzo con Vilaflor, y a la fuente de igual nombre.
La ermita del caserío fue edificada en la década de 1960.

## Demografía
| Año        | 2000 | 2001 | 2002 | 2003 | 2004 | 2005 | 2006 | 2007 | 2008 | 2009 | 2010 | 2011 | 2012 | 2013 | 2014 |
| ---------- | ---- | ---- | ---- | ---- | ---- | ---- | ---- | ---- | ---- | ---- | ---- | ---- | ---- | ---- | ---- |
| Habitantes | 99   | 100  | 114  | 120  | 113  | 127  | 124  | 117  | 125  | 124  | 129  | 120  | 129  | 115  | 115  |

## Fiestas
El caserío celebra fiestas patronales en honor a la Inmaculada Concepción a principios de diciembre.

## Comunicaciones
Se llega al caserío principalmente a través de la Carretera General de La Escalona TF-565, de la Carretera General La Camella-Vilaflor TF-51 y de la Carretera General de Vilaflor TF-563.

### Caminos
El caserío es atravesado por un camino apto para la práctica del senderismo, y que conduce de Janma a la Montaña del Pozo.

## Lugares de interés
- Camino Montaña del Pozo-Jama